# Rushville, Nebraska
Rushville är administrativ huvudort i Sheridan County i Nebraska. Enligt 2020 års folkräkning hade Rushville 816 invånare.